# Кілкіс (додредноут)
USS Mississippi (BB-23) — головний корабель додредноутів типу «Міссісіпі» , побудованого для ВМС США в 1904–1908 роках. Греція купила «Міссісіпі» в липні 1914 року і перейменувала його у  «Кілкіс» ( грец . Θ/Κ Κιλκίς ), згодом він став флагманом грецького флоту. 

## Конструкція
Цей тип був побудований за проектом, меншим, ніж інші типи американських лінійних кораблів як наслідок обмеження водотоннажності, накладеного Конгресом як частина зусиль щодо обмеження витрат. Кораблі були озброєні основною батареєю з чотирьох 12-ти дюймових гармат, стандарт для лінкорів, що були перед дредноутами того часу, але щоб забезпечити це важке основне озброєння, були необхідні значні компроміси щодо швидкості, допоміжних батареях і броньовому захисті, щоб утримувати корабель у межах встановленої водотоннажності.

## Історія служби

### Як «Міссісіпі» у військово-морських силах США
«Міссісіпі» служив на Атлантичному флоті з 1909 по 1912 роки, який складався переважно з регулярних тренувальних операцій. У 1910 році він разом з іншими кораблями флоту відвідав Європу, а в 1912 році пдоставив морську піхоту на Кубу під час громадянських заворушень у країні. Занадто повільний, щоб ефективно працювати з флотом, він був відправлений у резерв у 1912 році. «Міссісіпі» було відновлено в січні 1914 року для використання як корабель авіаційної підтримки, призначений військово-повітряній базі Пенсакола, і він підтримував літаючі човни під час окупації Веракруса, Мексика, у квітні 1914 року. До цього часу флот був готовий позбутися корабля, і Греція, яка вступила в гонку морських озброєнь з Османською імперією, прагнула придбати військові кораблі якомога швидше.

### Як «Кілкіс» у військово-морських силах Греції
Під час Першої світової війни він практично не брав участі у бойових діях, оскільки грецький уряд залишався нейтральним до 1917 року, а після вступу у війну він по суті виконував функції корабля берегової оборони.  «Кілкіс» брав участь у інтервенції союзників у Громадянську війну в Російській імперії. Знаходився на стоянці у Севастополі.
Під час Греко-турецькій війні 1919–1922 років він підтримував висадку в Туреччині та прикриваючи остаточне виведення грецьких сил у вересні 1922 року. 
На 1930 році швидкість «Кілкіса» розглядалася як не задовільна і він перестав бути  флагманом. У 1932 році відправлений у резерв і використовувався як навчальний корабель до початку Другої світової війни, після чого його використовували як плавучу батарею. 
Під час німецького вторгнення до Греції 23 квітня він був атакований і потоплений німецькими пікіруючими бомбардувальниками Ju 87 Stuka на військово-морській базі Саламін разом із кораблем-побратимом «Лемнос». Ці два кораблі були зрештою підняті в 1950-х роках і розібрані на металобрухт.